# John Campbell Elliott

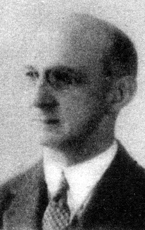
John Campbell Elliott

Hon. John Campbell Elliott, PC (* 25. Juli 1872 in Ekfrid Township, Ontario; † 20. Dezember 1941 in Ottawa, Ontario) war ein kanadischer Jurist und Politiker der Liberalen Partei, der unter anderem zwischen 1925 und 1940 Mitglied des Unterhauses sowie im 12., 14. und 16. kanadischen Kabinett verschiedene Ministerämter bekleidete. Zuletzt war er zwischen 1940 und seinem Tode 1941 noch Bundessenator für Ontario.

## Leben
John Campbell Elliott absolvierte nach dem Schulbesuch zunächst ein grundständiges Studium am University of Trinity College der University of Toronto sowie daraufhin ein postgraduales Studium der Rechtswissenschaften an der Osgoode Hall Law School der York University. Nach seiner anwaltlichen Zulassung 1896 war er als Rechtsanwalt und Solicitor tätig. Seine politische Laufbahn begann er für die Ontario Liberal Party als er am 8. Juni 1908 erstmals zum Mitglied der Legislativversammlung von Ontario gewählt wurde. Dieser gehörte er nach seinen Wiederwahlen am 11. Dezember 1911 sowie am 29. Juni 1914 als Vertreter des Wahlkreises Middlesex West bis zum 19. Oktober 1919 an. Während dieser Zeit war er Mitglied zahlreicher Ständiger Ausschüsse der Legislativversammlung.
Bei der Unterauswahl am 29. Oktober 1925 wurde er für die Liberale Partei im Wahlkreis Middlesex West mit 4.926 Stimmen erstmals zum Mitglied des Unterhauses gewählt und war während der 15. Legislaturperiode (1925 bis 1926) unter anderem Mitglied des Ständigen Ausschusses für die offizielle Debattennberichte. Am 8. März 1926 wurde er als Nachfolger von James Horace King Arbeitsminister im 12. kanadischen Kabinett von Premierminister William Lyon Mackenzie King und bekleidete dieses Amt bis zum 28. Juni 1926. Nach seiner Ernennung zum Minister am 8. März 1926 erfolgte am 29. März 1926 eine Nachwahl im Wahlkreis Middlesex West, die er mit 6443 Wählerstimmen auch wieder gewann. Im zwölften Kabinett war er zudem zwischen dem 15. April und dem 28. Juni 1926 als Nachfolger von Henri Sévérin Béland auch Minister für zivile Wiedereingliederung von Soldaten. Er wurde bei der Unterhauswahl am 14. September 1926 im Wahlkreis Middlesex West mit 6187 Wählerstimmen erneut zum Mitglied des Unterhauses gewählt. Während der 16. Legislaturperiode (1926 bis 1930) war er zum einen Mitglied verschiedener Ständiger Ausschüsse sowie zum anderen auch von Sonderausschüssen.
Elliott wurde am 25. September 1926 Minister für öffentliche Arbeiten im 14. kanadischen Kabinett von Premierminister Mackenzie King und bekleidete dieses Ministeramt bis zum 7. August 1930. Nach seiner Ernennung zum Minister am 25. September 1926 erfolgte am 2. November 1926 eine Nachwahl im Wahlkreis Middlesex West, die er per Akklamation für sich entscheiden konnte. Auch bei der darauf folgenden Unterhauswahl am 28. Juli 1930 wurde er im Wahlkreis Middlesex West mit 6.329 Stimmen wiedergewählt und konnte sein Unterhausmandat verteidigen. Allerdings erlitt die Liberale Partei eine Niederlage und befand sich in der anschließenden 17. Legislaturperiode (1930 bis 1935) in der Opposition. Er selbst war in dieser Zeit wieder Mitglied verschiedener Ständiger Ausschüsse sowie von Sonderausschüssen. Bei der kommenden Unterhauswahl am 14. Oktober 1935 gewann er mit 6.369 Wählerstimmen noch einmal das Unterhausmandat für den Wahlkreis Middlesex West. In der 18. Legislaturperiode war er kurzzeitig Mitglied des Ständigen Auswahlausschusses des Unterhauses und wurde am 23. Oktober 1923 als Generalpostmeister Postminister im 16. kanadischen Kabinett von Premierminister Mackenzie King. Dieses Amt bekleidete er bis zu seinem Rücktritt aus gesundheitlichen Gründen am 22. Januar 1939, woraufhin  Norman Alexander McLarty seine Nachfolge antrat.
Nachdem John Campbell Elliott am 28. Januar 1940 auch auf sein Mandat im Unterhaus verzichtet hatte, wurde er am 29. Januar 1940 von Premierminister Mackenzie King am 29. Januar 1940 zum Bundessenator für Ontario ernannt. Er behielt das Amt als Senator bis zu seinem Tode am 20. Dezember 1941. Während der 19. Legislaturperiode (1940 bis 1941) war er Mitglied des Ständigen Senatsausschusses für Eisenbahnen, Telegrafie und Häfen sowie des Ständigen Gemeinsamen Ausschusses für die Bibliothek des Parlaments von Kanada.